# Georgina Rono

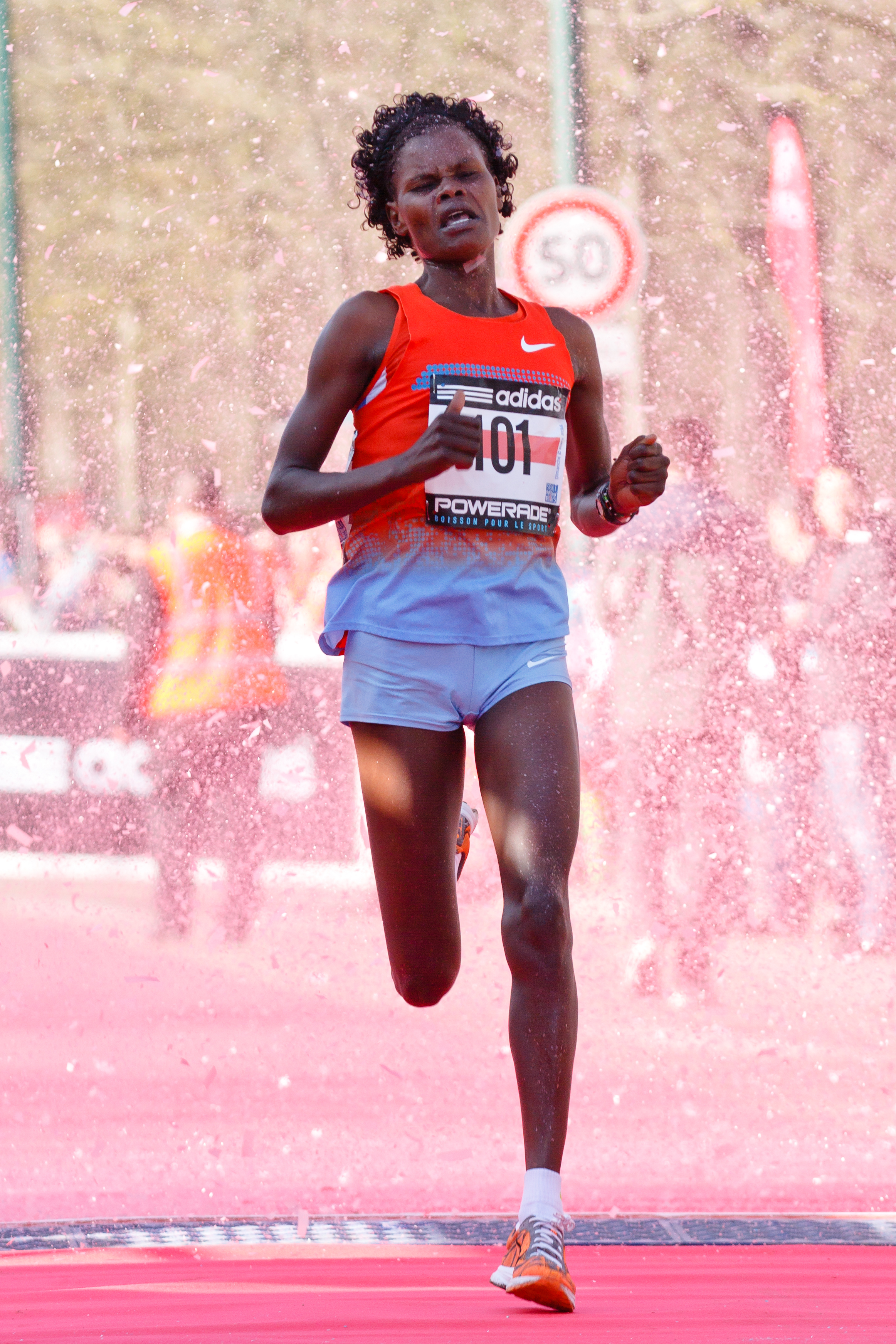
Georgina Rono 2014 beim Halbmarathon in Paris

Georgina Rono (* 19. Mai 1980) ist eine kenianische Marathonläuferin.
2008 wurde sie Vierte beim Prag-Marathon und Fünfte beim Ljubljana-Marathon. 2009 belegte sie beim Alexander-der-Große-Marathon den zweiten und beim Frankfurt-Marathon in 2:31:49 Stunden den sechsten Platz. Im folgenden Jahr wurde sie beim Marrakesch-Marathon in 2:34:53 Stunden Zweite und bei der Maratona d’Italia in 2:30:55 Stunden Dritte.
2011 wurde sie beim Rabat-Halbmarathon Vierte und siegte beim Hannover-Marathon in 2:31:19 Stunden. Einem zweiten Platz bei Kärnten läuft im Sommer folgte im Herbst ein Streckenrekord von 2:24:33 Stunden beim Eindhoven-Marathon. 2012 wurde sie in 2:33:09 Stunden Dritte beim Boston-Marathon und in persönlicher Bestzeit von 2:21:39 Stunden Zweite beim Frankfurt-Marathon. Außerdem gewann sie den Udine-Halbmarathon und steigerte ihre Bestleistung über diese Distanz auf 1:07:58 Stunden. 
Beim Nagoya-Marathon 2013 beendete Rono das Rennen nicht. Vordere Platzierungen erreichte sie in dieser Saison bei eher kleineren Veranstaltungen, unter anderem zweite Plätze bei den Halbmarathons in San Diego und Nairobi. 2014 gewann sie den Hamburg-Marathon mit einer Zeit von 2:26:47 Stunden. Im folgenden Jahr belegte sie den dritten Platz beim Lanzhou-Marathon und den zweiten Platz beim Nairobi-Marathon. 2016 gewann sie den Marathon in Taiyuan in 2:32:56 Stunden, 2017 den Doha-Marathon in 2:38:14 Stunden.

## Persönliche Bestleistungen
- Halbmarathon: 1:07:58 h, 23. September 2012, Udine
- Marathon: 2:21:39 h, 28. Oktober 2012, Frankfurt am Main